# Фудбалски савез Кипра
Фудбалски савез Кипра (КОП) (грч. Κυπριακή Ομοσπονδία Ποδοσφαίρου (ΚΟΠ); енгл. Cyprus Football Association (CFA)) је највиша фудбалска организација Кипра која се стара о организацији и развоју фудбалског спорта и о репрезентацији Кипра.
Фудбал су на Кипар донели британски војници, па се тако и фудбалска игра почела развијати са закашњењем у односу на околне земље. Фудбалски савез је основан 1934, члан ФИФА је од 1948, чланом УЕФЕ постаје 1954.
Савез се налази у Никозији, председник је Јоргос Кумас.
У организацији савеза игра се:
- Прва лига
- Друга лига
- Куп Кипра
- Супер куп

Национално првенство игра се од 1935. Први победник је био ФК Траст из Ларнаке. Најуспешнији клубови су Омонија, АПОЕЛ и Анортозис из Фамагусте.
Куп Кипра се такође игра од 1935. Највише трофеја освојио је ФК Апоел из Никозије.
Прву међународну утакмицу Фудбалска репрезентација Кипра је одиграла у Тел Авиву у Израелу 30. јула 1992. са репрезнацијом Израела коју је изгубила са 3:1.
Боја дресова је плава и бела.
Национални стадион је Нео ГСП капацитета 24.400 гледалаца.
Редовно учествује у свим квалификационим такмичења за Светско и
Европско првенство у фудбалу.